# Out of This World (Musical)
Out of This World ist ein Musical mit der Musik und Gesangstexten von Cole Porter. Das Buch von Dwight Taylor und Reginald Lawrence entstand auf Grundlage der Komödien Amphitryon 38 von Jean Giraudoux und deren amerikanischer Adaption von Samuel Nathaniel Behrman, die wiederum auf der Tragikomödie Amphitruo von Plautus basieren.
Die Uraufführung fand am 21. Dezember 1950 im New Century Theatre in New York statt. Regie führte Agnes de Mille unter Mitwirkung von George Abbott, die Choreografie erarbeitete Hanya Holm.
Die deutschsprachige Erstaufführung fand am 31. Dezember 1986 im Theater Pforzheim statt, in einer Fassung von Hartmut H. Forche und Mary Millane. Am 13. Dezember 2007 hatte im Alten Schauspielhaus in Stuttgart die Neuübersetzung von Wolfgang Adenberg unter dem Titel Nicht von dieser Welt Premiere.

## Handlung
Wie in Plautus’ Amphitruo ist Jupiters Objekt der Begierde eine verheiratete Frau. Hier die Amerikanerin Helen Kenyon, die frisch mit dem Reporter Art O’Malley vermählt ist. Jupiter verschafft sich den erwünschten Verkehr in der Gestalt des Gatten,  mit Hilfe seines Sohnes Merkur und der Gier O’Malleys nach einer Story um einen vom FBI gesuchten Steuerflüchtling, der in Griechenland untergetaucht ist. Die betrogene Helen entscheidet sich, nachdem Jupiter sich ihr offenbart und Unsterblichkeit angeboten hat, für ihren Mann, der dann auch noch seine Story bekommt.

## Bekannte Musiknummern
- Cherry Pies Ought to Be You
- I Am Loved
- You Don’t Remind Me (während der Tryouts rausgenommen)
- From This Moment On (während der Tryouts rausgenommen)